# Pachycephala inornata
Pachycephala inornata е вид птица от семейство Pachycephalidae.

## Разпространение
Видът е разпространен в Австралия.